# Premio Princesa Leonor
El Premio Princesa Leonor (hasta 2015, Premio Príncipe de Asturias S. A. R. Don Felipe) es el Premio Nacional del Deporte que se concede al/la deportista, menor de 18 años, que más se haya destacado durante el año por su progresión deportiva. Es otorgado anualmente desde 2009 por el Consejo Superior de Deportes (CSD) en una ceremonia realizada en el Palacio Real de Madrid por la Casa Real. El rey Felipe VI es el encargado de entregar el trofeo a la persona galardonada.

## Premiados
| Año  | Persona o entidad premiada                                               | Deporte o actividad |
| ---- | ------------------------------------------------------------------------ | ------------------- |
| 2009 | Alberto Gavaldá                                                          | Atletismo           |
| 2010 | Marc Márquez                                                             | Motociclismo        |
| 2011 | José Javier Cano Juan González Granado Marcus Cooper Walz Javier Cabañín | Piragüismo          |
| 2012 | Ana Peleteiro                                                            | Atletismo           |
| 2013 | Ángela Salvadores                                                        | Baloncesto          |
| 2014 | Aina Colom Álex Márquez                                                  | Vela Motociclismo   |
| 2015 | Jesús Tortosa                                                            | Taekwondo           |
| 2016 | Hugo González                                                            | Natación            |
| 2017 | María Vicente                                                            | Atletismo           |
| 2018 | Salma Paralluelo                                                         | Atletismo y fútbol  |
| 2019 | Alba Vázquez                                                             | Natación            |
| 2020 | Premio extraordinario                                                    | N/A                 |
| 2021 | Adriana Cerezo                                                           | Taekwondo           |